# BL 5系列通用炸彈
BL 5系列通用炸彈是法國生產的一系列空用炸彈，提供法國空軍與其它使用法國系統飛機的國家使用。

## 設計
BL 5系列炸彈一共有六種不同重量與破壞威力，可以供輕型或者是戰鬥轟炸機使用。所有形式的炸彈都可以使用法國標準的2英吋彈頭與彈尾引信，以及普通或者是高阻力尾翼組。這六種炸彈都符合北約組織的標準，能夠以北約標準14英吋（356厘米）掛架攜帶與投擲。

## 生產次型
這六種次型可以區分為兩類：50到120公斤與200到400公斤：
- BL 5：50公斤
- BL 6：118公斤
- BL 7：115公斤
- BL 21C：345公斤
- BL 25C：228公斤
- BL 25FI：230公斤

其中BL 7是特別為義大利的SF 260攻擊機設計的BL 6專用版。

## 使用機型
許多法國生產的機型都可以使用這一系列炸彈，包括：
- 幻象3型戰鬥機
- 幻象5型戰鬥機
- 幻象F1戰鬥機
- 美洲豹攻擊機
- 超級軍旗攻擊機